# Czarna Hańcza (osada leśna)
Czarna Hańcza – osada leśna śródleśna w Polsce położona w województwie podlaskim, w powiecie sejneńskim, w gminie Giby. Leży nad Czarną Hańczą.
W latach 1975–1998 miejscowość należała administracyjnie do województwa suwalskiego.